# Royal Cup NLB Montenegro 2012
Il Royal Cup NLB Montenegro 2012 è stato un torneo professionistico di tennis femminile giocato sulla terra rossa. È stata la 9ª edizione del torneo, che fa parte dell'ITF Women's Circuit nell'ambito dell'ITF Women's Circuit 2012. Si è giocato a Podgorica in Montenegro dal 17 al 23 settembre 2012.

## Partecipanti

### Teste di serie
| Nazionalità | Giocatrice          | Ranking* | Testa di serie |
| ----------- | ------------------- | -------- | -------------- |
| Austria     | Yvonne Meusburger   | 124      | 1              |
| Germania    | Dinah Pfizenmaier   | 126      | 2              |
| Italia      | Karin Knapp         | 135      | 3              |
| Ucraina     | Elina Svitolina     | 154      | 4              |
| Italia      | Maria Elena Camerin | 181      | 5              |
| Croazia     | Tereza Mrdeža       | 184      | 6              |
| Paesi Bassi | Richèl Hogenkamp    | 202      | 7              |
| Romania     | Mihaela Buzărnescu  | 210      | 8              |

- Ranking al 10 settembre 2012.

### Altre partecipanti
Giocatrici che hanno ricevuto una wild card:
- Andreja Klepač
- Maša Marc
- Andjela Novčić
- Dejana Raickovic

Giocatrici che sono passate dalle qualificazioni:
- Ema Mikulčić
- Karin Morgošová
- Teodora Mirčić
- Anna Zaja
- Natalija Kostić (lucky loser)
- Karla Popović (lucky loser)

Giocatrici che hanno ricevuto un entry con uno special ranking:
- Renata Voráčová

## Campionesse

### Singolare
- Renata Voráčová ha battuto in finale  Maria Elena Camerin con il punteggio di 3–6, 6–2, 6–0

### Doppio
- Nicole Clerico /  Anna Zaja hanno battuto in finale  Mailen Auroux /  María Irigoyen con il punteggio di 4–6, 6–3, [11–9]